# Хрибарєво
Хрибарєво (словен. Hribarjevo) — поселення в общині Блоке, Регіон Нотрансько-крашка, Словенія. Висота над рівнем моря: 725,8 м.